# Kuwaitbukten
Kuwaitbukten (arabiska: جُون اَلْكُوَيْت, Jun al-Kuwayt, eller خليج الكويت, Khalij al-Kuwayt) är en vik i östra Kuwait, i nordvästra Persiska viken. Huvudstaden Kuwait ligger på dess södra strand.